# Епархия Ванимо
Епархия Ванимо (лат. Dioecesis Uanimitana) — епархия Римско-католической церкви c центром в городе Ванимо, Папуа – Новая Гвинея. Епархия Ванимо входит в митрополию Маданга. Кафедральным собором епархии Ванимо является собор Святого Креста.

## История
13 сентября 1963 года Римский папа Иоанн XXIII выпустил буллу Omnium Ecclesiarum, которой учредил апостольскую префектуру Ванимо, выделив её из апостольского викариата Аитапе (сегодня — Епархия Аитапе).
15 ноября 1966 года апостольская префектура Ванимо была преобразована в епархию буллой Laeta incrementa Римского папы Павла VI.

## Ординарии епархии
- епископ Paschal Sweeney (20.09.1963 — 22.09.1979);
- епископ John Etheridge (24.04.1980 — 7.02.1989);
- епископ Cesare Bonivento (21.12.1991 — 5.02.2018, в отставке);
- епископ Francis Meli (5.02.2018 — по настоящее время).

## Источник
- Annuario Pontificio, Ватикан, 2007
- Булла Omnium Ecclesiarum, AAS 56 (1964), стр. 551  (лат.)
- Булла Laeta incrementa  (лат.)